# Абатство Херкенроде
Абатство Херкенроде (на нидерландски: Abdij van Herkenrode) е католическо абатство в гр. Хаселт, окръг Хаселт, провинция Лимбург, Североизточна Белгия.

## История
Абатството е основано като женски манастир през 1182 г. от Джерард, граф на Лоон. През 1217 г. абатството става част от Цистерцианския орден. През ХVІ – ХVІІІ век са построени манастирските сгради. Абатството разполага със собствено стопанство и пивоварна, която се споменава в писмени документи от 1420 г.
По време на Френската революция, през 1795 г., абатството е завзето от френската революционна армия. По време на политиката на анти-католически мерки, която действа през 1795 – 1799 г., монахините са прогонени, абатските имоти са конфискувани и продадени. Производството на абатска бира е преустановено. През 1826 г. пожар унищожава голяма част от абатската църква. През 1844 г. част от манастирските постройки са разрушени.
През 1972 г. ордена Canonesses Regular of the Holy Sepulchre купува част от старите абатски постройки. Десет години по-късно, е построена нова църква, като са реконструирани и оцелелите сгради от старото абатство, строени през ХVІ – ХVІІІ век. Днес абатството отново е действащ женски манастир. Абатството произвежда и продава собствени продукти: сирене, бъзов ликьор, ликьор от трънки, мед и шоколадови бонбони.

## БираХеркенроде
През 2009 г. абатството, в сътрудничество с пивоварната Brouwerij Sint Jozef в Опитер решава да възстанови производството на абатската бира. През юли 2009 г. на пазара се появява Herkenrode Tripel, а през декември 2009 и тъмната Herkenrode Bruin.